# USS Missouri (BB-63)

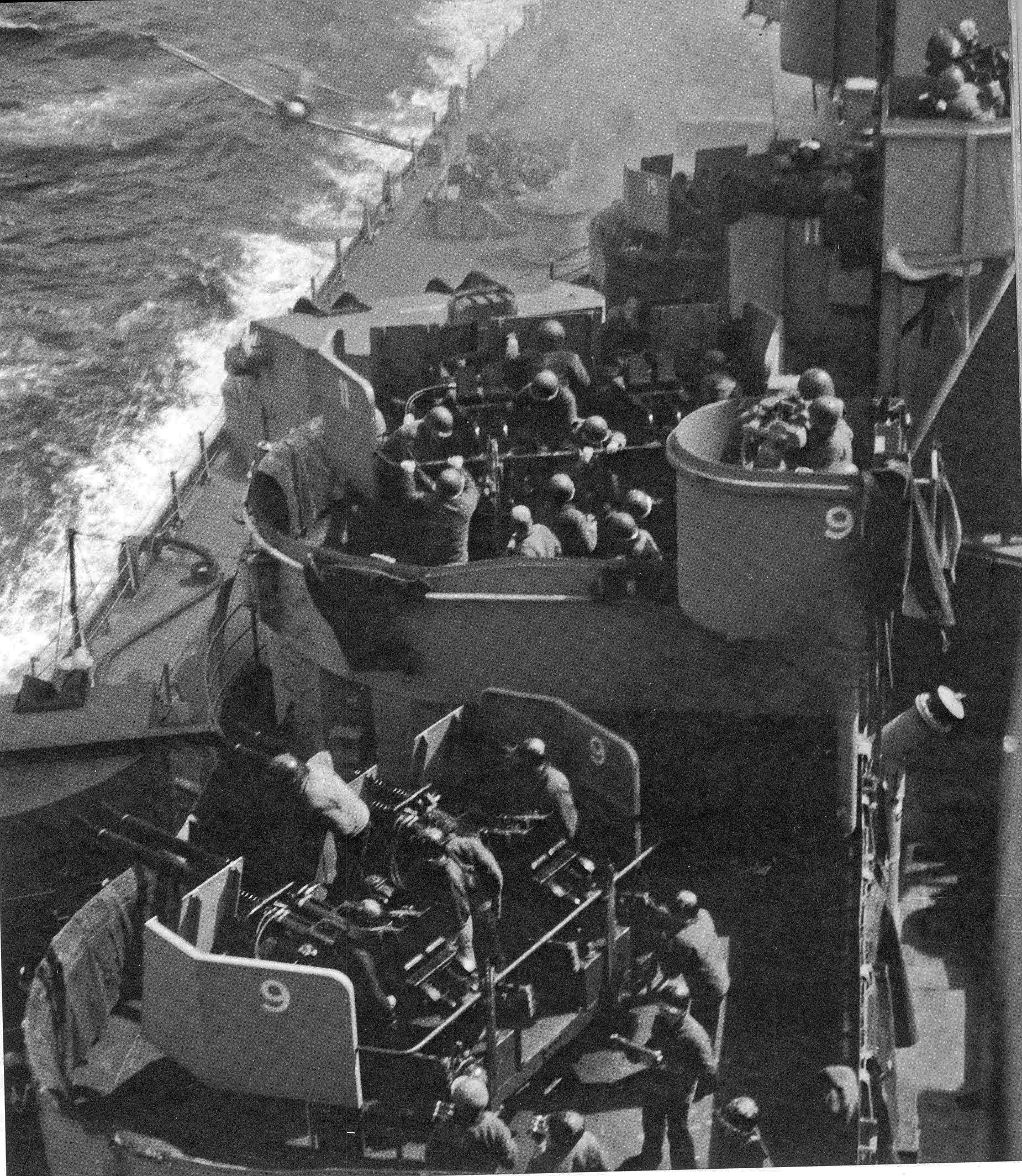
Літак-камікадзе наближається до «Міссурі» 11 квітня 1945 року

USS Missouri (BB-63) («Могутній Mo» чи «Великий Mo») — лінкор типу «Айова» та третій корабель військово-морських сил США, названий на честь штату Міссурі. «Міссурі» — останній лінкор, побудований у США. Корабель найбільш відомий як місце підписання Акту про капітуляцію Японії, який завершив Другу світову війну.
«Міссурі» був замовлений в 1940 році і введений в експлуатацію в червні 1944 року. На Тихоокеанському театрі Другої світової війни корабель брав участь у битвах за Іводзіму і Окінаву, обстрілював Японські острови. Він також брав участь у Корейській війні з 1950 по 1953 рік. Лінкор вивели у резерв у 1955 році, але відновили й модернізували у 1984-му.

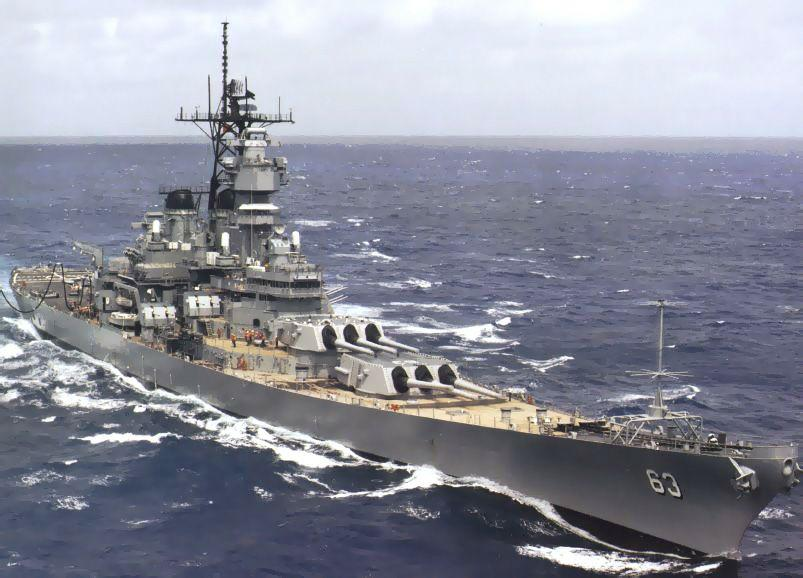
«Міссурі» у морі після модернізації 1984 року

Лінкор також залучався до операції «Буря в пустелі» в січні/лютому 1991 року.
«Міссурі» був виведений зі складу флоту 31 березня 1992 р., провівши у цілому 16 років на активній службі. У 1998 році лінкор став кораблем-музеєм у Перл-Харборі.

## Корабель-музей (з 1998 року по теперішній час)

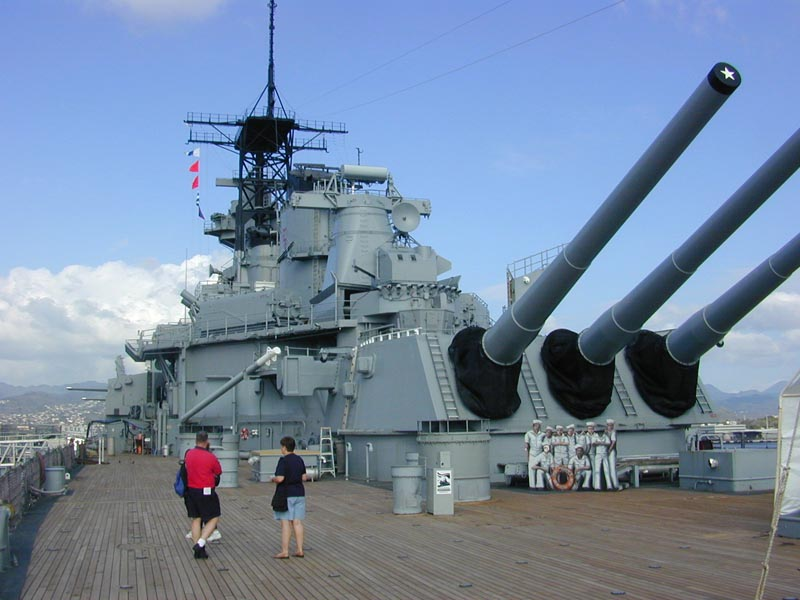
Міссурі в Перл-Харборі на Гаваях.

14 жовтня 2009 року «Міссурі» був у доці в Перл-Харборі тримісячного капітального ремонту. Робота, оцінена у 18 млн дол., передбачала установку нових антикорозійних систем, фарбування корпусу та оновлення внутрішніх механізмів. Ремонт був завершений у перший тиждень січня 2010 року, і судно було повернуто на стоянку біля берега 7 січня 2010 року. Урочисте відкриття корабля відбулося 30 січня.